# Campeonato Europeo de Remo de 1959
El XLIX Campeonato Europeo de Remo se celebró en Mâcon (Francia) en 1959 bajo la organización de la Federación Internacional de Sociedades de Remo (FISA).
En total se disputaron doce pruebas diferentes, siete masculinas y cinco femeninas.

## Medallero
| Núm. | País           | Oro | Plata | Bronce | Total |
| ---- | -------------- | --- | ----- | ------ | ----- |
| 1    | URSS           | 6   | 2     | 1      | 9     |
| 2    | RFA            | 4   | 2     | 0      | 6     |
| 3    | Hungría        | 1   | 0     | 2      | 3     |
| 4    | Suiza          | 1   | 0     | 0      | 1     |
| 5    | Checoslovaquia | 0   | 2     | 2      | 4     |
| 5    | Rumania        | 0   | 2     | 2      | 4     |
| 7    | RDA            | 0   | 2     | 0      | 2     |
| 8    | Países Bajos   | 0   | 1     | 1      | 2     |
| 9    | Italia         | 0   | 1     | 0      | 1     |
| 10   | Austria        | 0   | 0     | 2      | 2     |
| 11   | Polonia        | 0   | 0     | 1      | 1     |
| 11   | Suecia         | 0   | 0     | 1      | 1     |
|      | TOTAL          | 12  | 12    | 12     | 36    |